# 조우형
조우형(曺禹炯, 1991년 3월 5일 ~ )은 전 KBO 리그 SK 와이번스의 포수이다.

## SK 와이번스시절
2014년에 입단하였다.

## 출신 학교
- 강남초등학교
- 자양중학교
- 경기고등학교
- 고려대학교